# シアトル・レインFC
シアトル・レインFC（英語 : Seattle Reign FC）は、アメリカ・ワシントン州シアトルをホームタウンとする、NWSLに所属する女子のプロサッカーチーム。
創設時の名称はシアトル・レインFC（Seattle Reign FC）であったが、2019年1月に本拠地がシアトルからタコマに移転したことに伴いレインFC（Reign FC）にチームの名称が変更された。その後、2020年にOLレインに改名した。2022年にシアトルに再移転した。
2024年1月、クラブ名称を創設時のシアトル・レインFCに戻した。

## 歴史

### 創設
2012年11月、シアトルに本拠地を置く女子のプロサッカーチームとして、後にナショナル・ウィメンズ・サッカーリーグと名付けられる、新しい女子のプロサッカーリーグに受け入れられることが、承認された。オーナーはシアトルを拠点にするデジタル・マーケティングエージェンシー、POPの創設者でありCEOのビル・プレドモアとその妻であるテレサ・プレドモア。シーズン前にビル・プレドモアは「私の最終的な目標は、世界で最高の女子サッカーチームを作ることです。これは明日とか今年中にとか、すぐに実現できることではありません。それでも、10年後や20年後に成し遂げたいです。」と述べている。チームのジェネラル・マネージャーには、シアトル・サウンダーズ女子チームの前ジェネラル・マネージャーでシアトル・サウンダーズFCのユース部門の責任者であったエイミー・カーナルが就任したが、シーズン開幕後すぐに「個人的な理由」で辞職することになり、ローラ・ハービーが監督とGMを兼任することになる。
2012年12月19日、シアトル・レインFCの名前とロゴが公表された。チームカラーは白、プラチナ、ロイヤルブルー、ミッドナイトブラック。チーム名は消滅したシアトルで最初のプロの女子チーム(アメリカン・バスケットボール・リーグに所属したプロのバスケットボールチーム)であった「シアトル・レイン」へのオマージュとして名付けられた。

### 創設1年目
2012年12月21日、チームはローラ・ハービーが初代監督に就任すると発表した。ハービーは2002年から2008年にバーミンガム・シティLFCのアシスタントコーチと監督を務め、2009年からアーセナル・レディースのアシスタントコーチを2年間務めた後、2010年から2012年までアーセナル・レディースの監督を務めた。また、イングランド女子代表U-17、U-19、U-23のアシスタントコーチの経験を2002年から2008年まで務めた経験がある。
2013年1月11日、NWSLアロケーション(選手分配)の一環として、カナダ代表のカイリン・カイル、エミリー・ズラー、メキシコ代表のテレサ・ノヨラ、ジェニファー・ルイス、アメリカ代表のミーガン・ラピノー、エイミー・ロドリゲス、ホープ・ソロがシアトルの所属となった。1月18日、シアトルは2013NWSL大学ドラフトでクリスティン・ネアン、マロリー・シャファー 、クリステン・マイヤー 、ヘイリー・コップマイヤーを獲得した。2月4日、新たに4人の選手、ケイト・デインズ、ジェシカ・フィッシュロック、ティファニー・キャメロン、リンゼイ・テイラー と契約した。2月7日、2013NWSL追加ドラフトでニッキ・フィリップス、ローレン・バーンズ、ローラ・ヘイボアー、リズ・ボーガス、ミッチェル・ベトス、カリー・ファウンテンを獲得した。

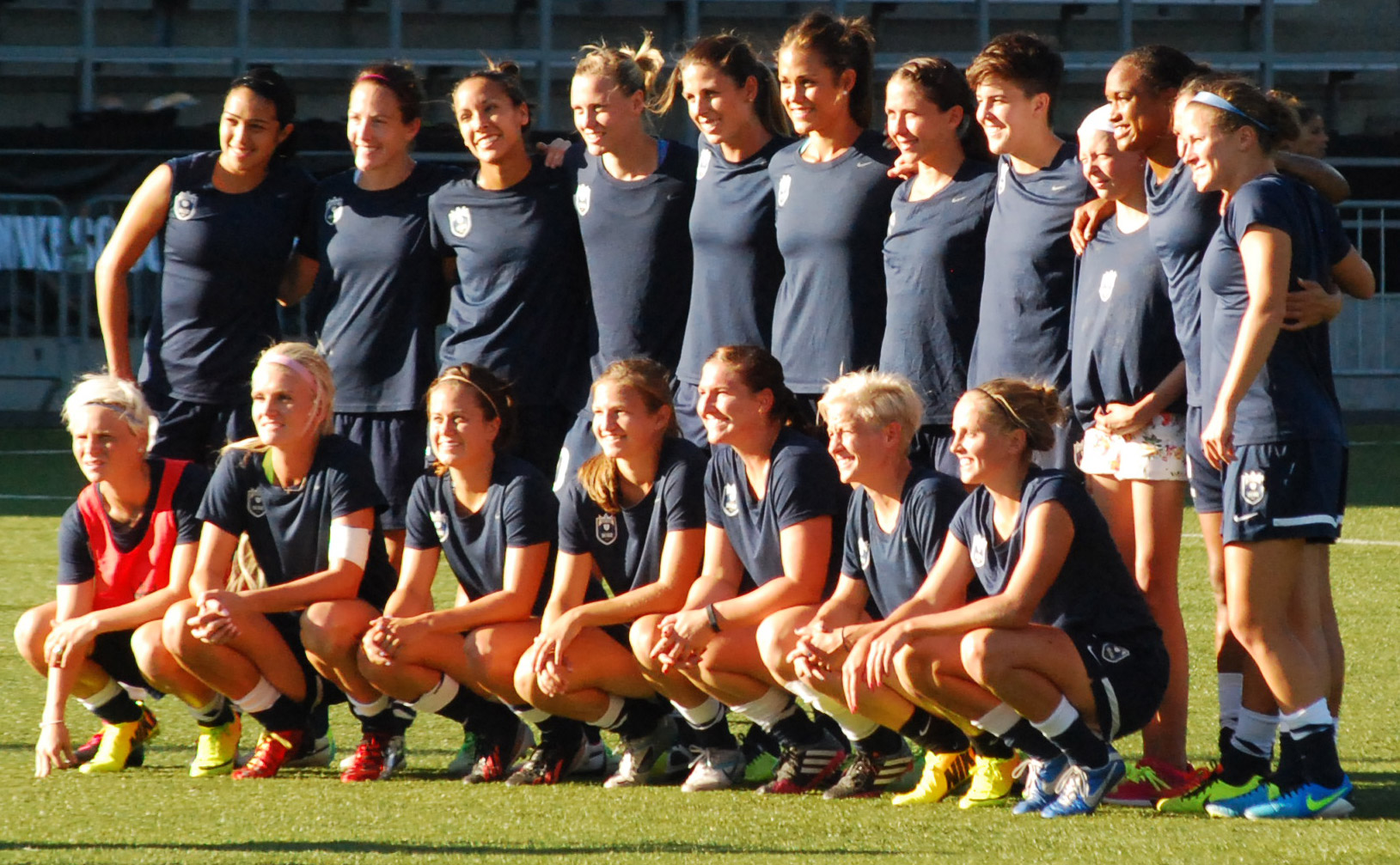
試合前の集合写真(2013年7月25日 シカゴ・レッド・スターズ戦)

プレシーズンが進むに連れて、シアトルはシーズンのほとんど半分をアメリカ代表の選手を欠いて戦うことになることが判明した。アメリカ代表FWエイミー・ロドリゲスは、彼女にとって最初の子どもを妊娠しており1年目のシーズンはプレーしないだろうと発表した。アメリカ代表GKホープ・ソロは手首の手術をしたあとで、シーズンの前半はチームに加わることができず、ミーガン・ラピノーはオリンピック・リヨンと1月から6月まで契約しており、少なくともシーズンの9試合は出場できないだろうと発表した。
プレシーズンに日本へのツアーを行い、当時のなでしこリーグのチャンピオンであるINAC神戸レオネッサや、福岡アンクラス、ノジマステラ神奈川と対戦した。シアトルはシーズンの初戦でシカゴ・レッドスターズと対戦し、ドラフト１位で加入したクリスティン・ネアーンがリズ・ボーガスのアシストからヘディングシュートでシアトルにとって記念すべき最初のゴールを上げた。しかしその後シカゴが同点とし、試合は1-1で終了した。この試合で獲得した勝点1が、シアトルが次の9試合までで獲得する唯一の勝点となった。
2013年6月、ローラ・ハービーは元アメリカ代表のDFステファニー・コックスの獲得をはじめとして、新しい外国人選手の獲得するなど、選手の入れ替えを行った。この補強とアメリカ代表のソロとラピノーが復帰したことで、シアトルはウェスタン・ニューヨーク・フラッシュに1-1で引き分けたあたりからシーズンを巻き返す。その後は6試合負けなし(4勝2分)だった。シーズンの最終戦で同地域のライバルであるポートランド・ソーンズ戦でチケット完売の3,855人の観衆の前で1-2で敗れ、シアトル・レインはシーズンを5勝14敗3分のリーグ7位でシーズンを終えた。

### 2014年シーズン
8チーム中7位に終わった2013年シーズンの翌年、ロースターの大幅な見直しがローラ・ハービー監督により行われ、昨年から残ったのはわずか9名であった。2013年11月、ボストン・ブレイカーズとのトレードでアメリカ代表のFWシドニー・ルルーを獲得。その2日後、元アーセナル・レディース所属でハービーのもとでプレーした経験のある、スコットランド代表のキム・リトルを、権利を保有していたワシントン・スピリットとのトレードで獲得した。2014年1月、NWSL大学生ドラフトでは、1巡目でポートランド大学のアマンダ・フリスビーを、2巡目で北カリフォルニア大学のミーガン・ブリグマン、4巡目でポートランド大学のエレン・パーカーを獲得した。2月、ホームスタジアムをタクウィラ市のスターファイヤーから、シアトル・センター内のメモリアル・スタジアムに移転することを発表した。2月10日、チームの3人目の外国人として、日本代表の川澄奈穂美をINAC神戸レオネッサからのローンで獲得したと発表した。また、INAC神戸からは同時にベヴァリー・ゴーベル・ヤネズもローンで獲得した。
2014シーズン、シアトルは16戦負けなし(13勝3分)のリーグ記録を樹立。この記録は、7月12日のシカゴ・レッドスターズ戦で0-1で敗れたストップしたが、シアトルはシーズンを1位で終え、NWSLシールドを初めて獲得した。シーズン終了後、キム・リトルは得点王とMVPを獲得。ローラ・ハービーは年間最優秀監督に選出された。ケンドール・フレッチャー、ジェス・フィッシュロック、キムリトル、川澄奈穂美はNWSLベストイレブンに選出、ホープ・ソロとローレン・バーンズ、ステファニー・コックスもセカンドイレブンに選出された。
プレーオフの準決勝でワシントン・スピリットを2-1で破り決勝に進出したが、シアトルは決勝でカンザス・シティに1-2で敗れ、準優勝でシーズンを終えた。

### 2015年シーズン
NWSLシールドを獲得し、プレーオフ決勝でカンザス・シティに敗れたものの、記録破りのシーズンとなった2014年の翌年、ローラ・ハービー監督兼GMは、オフシーズンでは最小限の名簿の入れ替えになることを期待した。懸念されていたのが、川澄奈穂美とゴーベル・ヤネズがの二人ともがシーズン終了後、日本のINAC神戸レオネッサへ戻っていたことであった 。11月、シアトルはFWメリット・マサイアスをカンザス・シティから、DFケイト・デインズとドラフトの権利(16番目と26番目)とのトレードで獲得する 。2日後、ポートランド・パイロットに所属していたDFミッチェル・クルーズを獲得した。
2015年のNWSL大学生ドラフトの前に、INAC神戸レオネッサからFWゴーベル・ヤネズを完全移籍で獲得した。ヤネズは2014年に5ゴール4アシストでチームのシーズン1位に貢献していた。
シアトルは2015年シーズン、2年連続2回目のNWSLシールド(シーズン1位)を獲得する。プレーオフでは、準決勝でワシントン・スピリットを3-0で下した後、ポートランドで開催された決勝では、またしてもカンザス・シティに0-1で敗れてしまう 。シーズン終了後、キム・リトル、ジェス・フィッシュロック、ゴーベル・ヤネズはMVP候補にノミネートされた。ローレン・バーンズとケンドール・フレッチャーは最優秀DFの候補にノミネートされた。
ローラ・ハービーは2年連続でNWSL年間最優秀監督に選出された。ローレン・バーンズ、キム・リトル、ベヴァリー・ゴーベル・ヤネズ、ジェス・フィッシュロックはNWSLベストイレブンに選出。ケンドール・フレッチャー、ステファニー・コックス、ミーガン・ラピノー、キーリン・ウインターズはセカンド・ベストイレブンに選出された。

### 2016年シーズン
2016年、マイクロソフトとスポンサー契約を結び、ユニフォームの胸スポンサーになった。
同年6月、日本代表のMF宇津木瑠美を獲得したと発表した。
同年6月17日、2014シーズンにレンタル移籍でプレーしたINAC神戸レオネッサの川澄奈穂美を完全移籍で獲得したと発表した。
リーグの最終成績は5位で終わり、3年連続でのプレーオフ進出は叶わなかった。

### 2017年シーズン
リーグの最終成績は2年連続の5位に終わり、2年連続でプレーオフ進出を逃した。
シーズン終了後、創設1年目から5シーズンにわたり監督兼GMを務めたローラ・ハービーが退任し、前カンザス・シティ監督のヴラトコ・アンドノフスキが次期監督に就任した。

### 本拠をタコマへ
2019年1月に、チームは2019年シーズンより本拠地をワシントン州タコマのチェニー・スタジアムに移転、チーム名をレインFCと改称すると発表。
2020年1月にフランスのオリンピック・リヨン（OLグループ）がチームを買収したことにより、同年3月にチーム名をOLリヨンに改名すると発表。オリンピック・リヨンと合わせチームカラーを青・白・金とし、エンブレムもリヨンのシンボルであるライオンを使用することとなった。

### 2022年
タコマスタジアムの計画の長期化とコスト増により、2021年12月にシアトルのルーメン・フィールドへ本拠地を戻すことが発表された。

## 成績
| シーズン | NWSLレギュラー・シーズン | NWSLレギュラー・シーズン | NWSLレギュラー・シーズン | NWSLレギュラー・シーズン | NWSLレギュラー・シーズン | NWSLレギュラー・シーズン | NWSLレギュラー・シーズン | NWSLレギュラー・シーズン | プレーオフ | NWSL チャレンジカップ | 平均観客数 | 総観客数 | 監督                                                              |
| シーズン | 試合数                   | 勝                       | 分                       | 敗                       | 得点                     | 失点                     | 勝点                     | 順位                     | プレーオフ | NWSL チャレンジカップ | 平均観客数 | 総観客数 | 監督                                                              |
| -------- | ------------------------ | ------------------------ | ------------------------ | ------------------------ | ------------------------ | ------------------------ | ------------------------ | ------------------------ | ---------- | --------------------- | ---------- | -------- | ----------------------------------------------------------------- |
| 2013     | 22                       | 5                        | 3                        | 14                       | 22                       | 36                       | 18                       | 7位                      | 未出場     | —                     | 2,306      | 25,365   | ローラ・ハービー                                                  |
| 2014     | 24                       | 16                       | 6                        | 2                        | 50                       | 20                       | 54                       | 1位                      | 準優勝     | —                     | 3,632      | 43,581   | ローラ・ハービー                                                  |
| 2015     | 20                       | 13                       | 4                        | 3                        | 41                       | 21                       | 43                       | 1位                      | 準優勝     | —                     | 4,060      | 40,595   | ローラ・ハービー                                                  |
| 2016     | 20                       | 8                        | 6                        | 6                        | 29                       | 21                       | 30                       | 5位                      | 未出場     | —                     | 4,602      | 46,018   | ローラ・ハービー                                                  |
| 2017     | 24                       | 9                        | 7                        | 8                        | 43                       | 37                       | 34                       | 5位                      | 未出場     | —                     | 4,037      | 48,449   | ローラ・ハービー                                                  |
| 2018     | 24                       | 11                       | 8                        | 5                        | 27                       | 19                       | 41                       | 3位                      | 準決勝     | —                     | 3,824      | 45,885   | ヴラトコ・アンドノフスキ                                          |
| 2019     | 24                       | 10                       | 8                        | 6                        | 27                       | 27                       | 38                       | 4位                      | 準決勝     | —                     | 5,213      | 62,551   | ヴラトコ・アンドノフスキ                                          |
| 2020     | —                        | —                        | —                        | —                        | —                        | —                        | —                        | —                        | —          | 準々決勝              | —          | —        | ファリド・ベンスティティ                                          |
| 2021     | 24                       | 13                       | 3                        | 8                        | 37                       | 24                       | 42                       | 2位                      | 準決勝     | 西地区2位             | 5,240      | 62,885   | ファリド・ベンスティティ→ サム・レイティ (暫定)→ ローラ・ハービー |
| 2022     | 22                       | 11                       | 7                        | 4                        | 32                       | 19                       | 40                       | 1位                      | 準決勝     | 準決勝                | 6,844      | 75,289   | ローラ・ハービー                                                  |
| 2023     | 22                       | 9                        | 5                        | 8                        | 29                       | 24                       | 32                       | 4位                      |            | 準決勝                | 13,609     | 149,704  | ローラ・ハービー                                                  |

| 太字 | クラブレコード |

## 選手

### 現所属選手
2023年3月21日現在
注：選手の国籍表記はFIFAの定めた代表資格ルールに基づく。
| No. | Pos. |                | 選手名                   |
| --- | ---- | -------------- | ------------------------ |
| 2   | DF   | アメリカ合衆国 | エミリー・ソネット       |
| 3   | DF   | アメリカ合衆国 | ローレン・バーンズ       |
| 4   | DF   | アメリカ合衆国 | アラナ・クック           |
| 5   | MF   | カナダ         | クイン                   |
| 6   | MF   | ブラジル       | アンジェリーナ           |
| 7   | MF   | アメリカ合衆国 | ニッキー・スタントン     |
| 8   | FW   | アメリカ合衆国 | ベサニー・バルサー       |
| 9   | FW   | カナダ         | ジョーディン・ウィテマ   |
| 10  | MF   | ウェールズ     | ジェス・フィッシュロック |
| 11  | DF   | アメリカ合衆国 | ソフィア・ウエルタ       |
| 12  | MF   | アメリカ合衆国 | オリビア・アテネ         |
| 13  | MF   | アメリカ合衆国 | マーリー・カナレス       |
| 14  | DF   | メキシコ       | ヒメナ・ロペス           |
| 15  | FW   | アメリカ合衆国 | ミーガン・ラピノー       |

| No. | Pos. |                | 選手名                           |
| --- | ---- | -------------- | -------------------------------- |
| 16  | MF   | アメリカ合衆国 | ローズ・ラヴェル                 |
| 17  | DF   | アメリカ合衆国 | サム・ハイアット                 |
| 18  | GK   | アメリカ合衆国 | ローレル・アイボリー             |
| 19  | MF   | ブラジル       | ルアニ                           |
| 20  | DF   | アメリカ合衆国 | アリッサ・マロンソン             |
| 21  | DF   | アメリカ合衆国 | フィービー・マクラーノン         |
| 22  | DF   | アメリカ合衆国 | ライアン・ブラウン               |
| 23  | FW   | アメリカ合衆国 | シアラ・キング                   |
| 24  | FW   | アメリカ合衆国 | ヴェロニカ・ラツコ               |
| 30  | GK   | アメリカ合衆国 | クラウディア・ディッキー         |
| 33  | MF   | アメリカ合衆国 | オリビア・ヴァン・デル・ヤークト |
| 34  | FW   | アメリカ合衆国 | エリス・ベネット                 |
| 91  | GK   | アメリカ合衆国 | ファロン・タリス＝ジョイス       |

### 歴代所属選手
- ホープ・ソロ 2013-2016
- 川澄奈穂美 2014、2016.6-2018
- キム・リトル 2014-2016、2022
- ベヴァリー・ゴーベル・ヤネズ 2014-2019
- 宇津木瑠美 2016.7-2019
- 籾木結花 2020-2021

## タイトル
- NWSLシールド賞 : 3回 (2014、2015、2022)